# Caulokaempferia saksuwaniae
Caulokaempferia saksuwaniae är en enhjärtbladig växtart som beskrevs av Kai Larsen. Caulokaempferia saksuwaniae ingår i släktet Caulokaempferia och familjen Zingiberaceae. Inga underarter finns listade i Catalogue of Life.